# Chiesa cattolica a Hong Kong
La Chiesa cattolica a Hong Kong è parte della Chiesa cattolica in comunione con il vescovo di Roma, il papa.

## Status
Grazie al regime di parziale autonomia dalla Cina, Hong Kong è insieme a Macao l'unica diocesi dove la nomina del vescovo locale viene compiuta direttamente dal papa, al di fuori dell'accordo del 2018 tra la Santa Sede e la Repubblica popolare cinese sulla nomina dei vescovi.

## Organizzazione territoriale
Il territorio di Hong Kong (regione amministrativa speciale della Repubblica popolare cinese) è compreso nella diocesi di Hong Kong, suffraganea dell'arcidiocesi di Guangzhou.
La popolazione cattolica corrisponde a circa 611.000 persone su un totale di 7,5 milioni di abitanti.

## Rappresentanza diplomatica
Hong Kong rientra nella giurisdizione della nunziatura apostolica in Cina, con sede a Taiwan.